# Actias rubrosuffusa
Actias rubrosuffusa är en fjärilsart som beskrevs av Cockerell 1914. Actias rubrosuffusa ingår i släktet månspinnare, och familjen påfågelspinnare. Inga underarter finns listade i Catalogue of Life.